# إدوارد هولم
إدوارد هولم (بالإنجليزية: Edward Hulme)‏ هو طبيب نيوزيلندي، ولد في 18 مايو 1812 في Hythe ‏، وتوفي في 27 ديسمبر 1876.